# Catarina Hong
Catarina Hong é uma jornalista brasileira. Descendente de coreanos, trabalha atualmente para a Rede Record.
Formada em 2001 pela Escola de Comunicações e Artes da Universidade de São Paulo. Graduou-se com o trabalho de conclusão de curso "Jalapão e o Povo de um Lugar"
Começou como repórter e apresentadora da TV Diário, afiliada da Rede Globo em Mogi das Cruzes, onde permaneceu por três anos. No começo da carreira, Catarina fez reportagens policiais, cobrindo "estouro de cativeiro, tiroteio, acidente na estrada".
Após o período em Mogi foi contratada pela Rede Record. Foi correspondente internacional da emissora em Tóquio entre 2006 e junho de 2010. Entre os trabalhos realizados na Ásia estão as coberturas das fortes tempestades nas Filipinas em 2009, terremotos na Indonésia também em 2009 e os Jogos Olímpicos da Juventude de 2010 realizados  em Singapura.
Atualmente trabalha como repórter especial produzindo reportagens para o Domingo Espetacular. Catarina foi uma das correspondentes da Rede Record que realizou cobertura das Enchentes e deslizamentos de terra no Rio de Janeiro em janeiro de 2011.